# Knuts Skujenieks

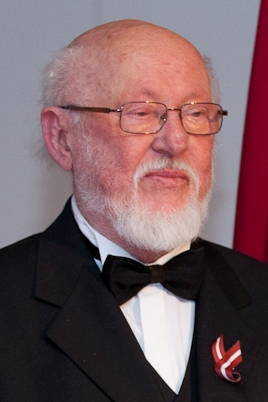
Knuts Skujenieks

Knuts Skujenieks (Riga, 5 settembre 1936 – 25 luglio 2022) è stato un poeta, giornalista e traduttore lettone.

## Biografia
Nato a Riga, trascorse l'infanzia presso Bauska, in Semgallia (Lettonia meridionale). Nel 1954 si iscrisse alla facoltà di Storia e Filologia dell'Università della Lettonia, per proseguire poi gli studi all'Istituto di Letteratura mondiale Maksim Gor'kij (1956-61).
Il 17 aprile del 1962, a causa delle sue posizioni liberali, e del suo interesse per la cultura e la letteratura occidentale, fu accusato di attività anti-sovietiche e condannato a sette anni di detenzione in un gulag della Mordovia. Proprio durante questa prova Skujenieks iniziò a comporre poesie, come rifugio dalle difficili condizioni di vita.
Ammesso all'Unione degli Scrittori della Repubblica socialista sovietica lettone nel 1972, a motivo della sua condanna fu però autorizzato a pubblicare i propri versi soltanto a partire dal 1978.
Fu ufficialmente riabilitato il 6 giugno 1989, nell'ambito del movimento per l'indipendenza della Lettonia dall'autorità sovietica; nello stesso anno fu eletto Presidente del Pen Club lettone, carica che rivestirà a più riprese fino al 2002.
Ha all'attivo numerose sillogi poetiche, fra cui: Lirika un balsis (Liriche e voci, 1978);  Iesien baltā lakatiņā (Legalo con un bianco fazzoletto, 1986); Sēkla sniegā (Un seme nella neve, 1990); Mūsu dzīve nokalpotā (La nostra vita, servita, 2007) e Basās zvaigznes (Stelle scalze, 2016), tradotte in vari Paesi, fra cui l'Italia.
Grazie alle sue estese conoscenze linguistiche, Skujenieks si è inoltre distinto per un'intensa attività di traduzione: si segnalano le sue traduzioni dei versi di Walt Whitman e di Federico García Lorca, oltre che di numerosi poeti slavi e scandinavi.

## Premi e riconoscimenti (selezione)
- Ordine delle Tre Stelle (1995)
- Premio dell'Assemblea baltica per la letteratura (2008)
- Premio letterario della Lettonia per la poesia (2001) e alla carriera (2010)

## Opere disponibili in italiano
- Tornato da un altro mondo. Edizione multilingue, Joker Edizioni, Novi Ligure, 2010 - ISBN 9788875362478 (antologia; trad. P. U. Dini).
- Sēkla sniegā – Un seme nella neve, testo a fronte lettone-italiano, Damocle Edizioni, Venezia, 2015 - ISBN 9788896590843 (1990; trad. Paolo Pantaleo).